# RPL23
RPL23 (англ. Ribosomal protein L23) – білок, який кодується однойменним геном, розташованим у людей на короткому плечі 17-ї хромосоми. Довжина поліпептидного ланцюга білка становить 140 амінокислот, а молекулярна маса — 14 865.
| 10         |  | 20         |  | 30         |  | 40         |  | 50         |
| ---------- |  | ---------- |  | ---------- |  | ---------- |  | ---------- |
| MSKRGRGGSS |  | GAKFRISLGL |  | PVGAVINCAD |  | NTGAKNLYII |  | SVKGIKGRLN |
| RLPAAGVGDM |  | VMATVKKGKP |  | ELRKKVHPAV |  | VIRQRKSYRR |  | KDGVFLYFED |
| NAGVIVNNKG |  | EMKGSAITGP |  | VAKECADLWP |  | RIASNAGSIA |  |            |

A: Аланін

C: Цистеїн

D: Аспарагінова кислота

E: Глутамінова кислота

F: Фенілаланін

G: Гліцин

H: Гістидин

I: Ізолейцин

K: Лізин

L: Лейцин

M: Метіонін

N: Аспарагін

P: Пролін

Q: Глутамін

R: Аргінін

S: Серин

T: Треонін

V: Валін

W: Триптофан

Кодований геном білок за функціями належить до рибонуклеопротеїнів, рибосомних білків, фосфопротеїнів. 